# Aulonothroscus elongatulus
Aulonothroscus elongatulus là một loài bọ cánh cứng trong họ Throscidae. Loài này được Wollaston miêu tả khoa học năm 1865.